# بروق وردي
البَروَق الوردي (باللاتينية: Asphodelus roseus) نوع نباتي ينتمي إلى جنس البروق من الفصيلة البروقية.

## الموئل والانتشار
الموئل الأصلي لهذا النوع المغرب العربي وإسبانيا.
كبقية أنواع البروق، يعد هذا النوع من النباتات السامة.